# مراد آکپینار
مورات آکپینار (انگلیسی: Murat Akpınar؛ زادهٔ ۲۴ ژانویهٔ ۱۹۹۹) بازیکن فوتبال اهل جمهوری آذربایجان است.
از باشگاه‌هایی که در آن بازی کرده‌است می‌توان به باشگاه فوتبال ترابزون‌اسپور اشاره کرد.
وی همچنین در تیم ملی فوتبال زیر ۱۷ سال جمهوری آذربایجان بازی کرده‌است.

## دوران ملی
آکپینار متولد ترکیه، آذربایجانی و ترک‌تبار است. او در سال ۲۰۱۵ نماینده تیم ملی فوتبال زیر ۱۷ سال جمهوری آذربایجان بود.